# سلفاميترول
سلفاميترول أو سولفاميترول (Sulfametrole) مضاد حيوي  وهو اسم دولي غير مسجل الملكية من زمرة السلفون أميدات
يمكن استعماله بالمشاركة مع التريميثوبريم..
سلفاميثوكسازول / تري ميثوبريم هو العلاج القياسي بالنسبة للعدوى التي تسببها الانتهازيات غير المخمرات ما عدا الزائفة الزنجارية والراكدة.

## الخواص

### الاسم الكيميائي
Benzenesulfonamide, 4-amino-N-(4-metoxy-1,2,5-tiadiazol-3-yl)-

### الصيغة الكيميائية
C9H10N4O3S2

### الوزن الجزيئ
286.33 g/mol 
- نقطة الانصهار: 149-150 °

## آلية العمل
السلفاميترول كدواء يعتقد أنه يعمل عن طريق الحد من وجود حمض الفوليك الذي تحتاجه البكتيريا للبقاء على قيد الحياة.